# Фонтан бджіл
41°54′16″ пн. ш. 12°29′19″ сх. д. / 41.90430556° пн. ш. 12.48872222° сх. д.

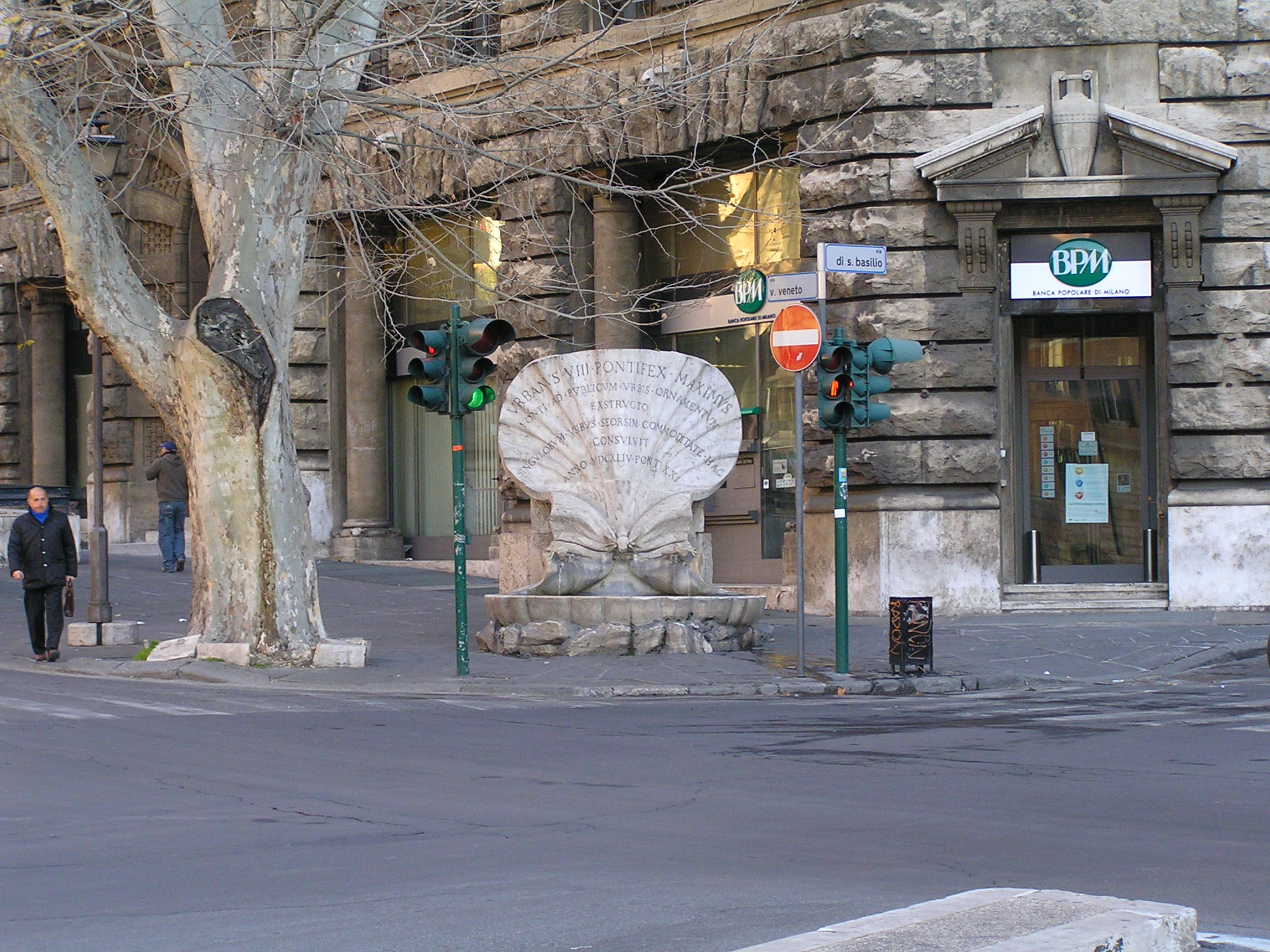
Фонтан бджіл

Фонтан бджіл (італ. Fontana delle Api) знаходиться на Пьяцца Барберіні в Римі, на розі вулиць Віа Вітторіо Венетто та Віа сан Базіліо.
Скульптора фонтану завершена Берніні у квітні 1644 на замовлення папи Урбана VIII. Він доповнював Фонтан Тритона і мав служити для напоювання коней. Фонтан зображає відкриту мушлю з трьома бджолами з того ж матеріалу, що спускаються до води. Три бджоли є символом сім'ї Барберіні.
Маффео Барберін був папою Урбаном VIII.
Напис на корпусі говорить:
EXSTRVCTO SINGVLORVM VSIBVS SEORSIM COMMODITATE HAC CONSVLVIT

Урбан VIII Pontifex Maximus після того як збудувано фонтан для прикраси міста також збудували цей маленький фонтан для обслуговування приватних осіб у 1644 році, XXI свого понтифікату.